# Osiedle Jeżyka
Osiedle Jeżyka – osiedle położone w północnej części Wągrowca.
Patronem osiedla jest Mieczysław Jeżyk, który był jednym w pierwszych powojennych funkcjonariuszy Milicji Obywatelskiej, który zginął krótko po zakończeniu wojny.